# بيتر ساول
بيتر ساول (بالإنجليزية: Peter Saul)‏ هو رسام أمريكي، ولد في 16 أغسطس 1934 في سان فرانسيسكو في الولايات المتحدة.